# Ivosidenib
Ivosidenib ist ein Arzneistoff, der das Enzym Isocitrat-Dehydrogenase-1 (IDH1) hemmt. Mutationen in diesem Enzym spielen eine Rolle bei verschiedenen Krebserkrankungen. Als erstes (first in class) und bisher einziges Medikament mit diesem Wirkmechanismus ist es unter dem Namen Tibsovo in den USA, seit Mai 2023 auch in der EU, in besonderen Fällen für die Behandlung der akuten myeloischen Leukämie (AML) zugelassen. Zudem wird es für die Behandlung anderer Tumoren mit IDH1-Mutationen geprüft (Stand 2021).

## Entwicklung und Zulassung
Das Medikament wurde von der Firma Agios Pharmaceuticals entwickelt. In den USA wird es unter dem Handelsnamen Tibsovo vertrieben.
In den USA hat die amerikanische Zulassungsbehörde FDA Ivosidenib für verschiedene Anwendungsgebiete einen Orphan-Status erteilt (AML Juni 2015, Gallengangskarzinom April 2017, Gliom Mai 2018, Myelodysplastisches Syndrom Mai 2020). Am 20. Juli 2018 erteilte die FDA eine Zulassung für die Behandlung einer rezidivierenden oder therapierefraktären AML mit einer IDH1-Mutation. Die Mutation muss durch einen von der FDA anerkannten Test bestätigt sein. Zusätzlich  wurde Ivosidenib am 2. Mai 2019 in den USA für die Primärbehandlung der AML zugelassen, wenn eine IDH1-Mutationen vorliegt und der Patient mindestens 75 Jahre alt oder gravierende Begleiterkrankungen hat, welche eine intensive Induktion-Chemotherapie nicht erlaubten.
Die Europäische Kommission (EC) hat Ivosidenib am 12. Dezember 2016 zur Behandlung der AML den Status als Orphan-Medikament zuerkannt. Der Orphan-Status kann für Arzneimittel erteilt werden, die der Behandlung von seltenen Krankheiten dienen sollen und soll für Pharmafirmen einen Anreiz für die Entwicklung solcher Mittel darstellen, die sonst nicht kostendeckend vermarktet werden könnten. Am 21. März 2018 wurde der Orphan-Status auch für die Behandlung des Gallengangskarzinoms erteilt.
Im Mai 2023 erfolgte die EU-Zulassung für die folgenden Anwendungsgebiete:
- Als Monotherapie für die Behandlung von erwachsenen Patienten mit lokal fortgeschrittenem oder metastasiertem Cholangiokarzinom mit einer IDH1-R132-Mutation, die zuvor mit mindestens einer vorherigen systemischen Therapie behandelt wurden.
- In Kombination mit Azacitidin zur Behandlung von erwachsenen Patienten mit neu diagnostizierter akuter myeloischer Leukämie (AML) mit einer IDH1-R132-Mutation, die nicht für eine Standard-Induktionschemotherapie in Frage kommen.

## Hintergrund

### Bedeutung der Isocitrat-Dehydrogenase (IDH)

IDH katalysiert die Umwandlung von Isocitrat (1) zu α-Ketoglutarat (2) unter Abspaltung von CO_{2} (3)

IDH katalysiert die Umwandlung von Isocitrat zu α-Ketoglutarat. Dabei wird in einem ersten Schritt Oxalsuccinat gebildet und NAD+ oder NADP+ in NADH bzw. NADPH umgewandelt. Im zweiten Schritt wird von Oxalsuccinat CO2 abgespalten und α-Ketoglutarat gebildet. Dies ist Teil des energieliefernden Citratzyklus. Daher ist IDH in allen Lebewesen präsent. Beim Menschen sind die Enzyme IDH1, IDH2 und IDH3 bekannt. IDH1 ist im Zytoplasma, IDH2 und IDH3 dagegen nur in Mitochondrien vorhanden. Die NAD+-abhängige IDH kommt ausschließlich in Mitochondrien vor und dient nur dem Citratzyklus. Die NADP+-abhängige IDH1 stellt eine Nebenstrecke des Zyklus dar.

### IDH-Mutationen
Bei Tumoren von Patienten mit Gliomen, AML, Gallengangskarzinom oder Chondrosarkom wurden somatische Mutationen der IDH1 und IDH2 festgestellt.
Eine R132-IDH1-Mutationen (IDH1m) wurde bei 9,6 % der Patienten mit AML beobachtet, eine R172-IDH2-Mutationen (IDH2m) in 3 %. IDH1m- und IDH2m-Patienten hatten eine höhere Rezidivrate und ein küzeres Gesamtüberleben. Auch bei Gliomen, insbesondere bei Astrozytomen und Oligodendromen der Grade 2 und 3 fanden sich in 70–100 % R132-IDH1-Mutationen. Im Gegensatz zur AML haben Gliom-Patienten mit einer IDH1-Mutation eine günstigere Prognose als mit IDH1w (unmutierte Wildform).
Für den Wirkmechanismus gibt es folgende Hypothese: Tumoren mit IDH-Mutationen zeigten eine verminderte Umwandlung von Isocitrat in α-Ketoglutarsäure.

Die mutierte IDH1 kann aus Isocitrat 2-Hydroxyglutarsäure anstelle von α-Ketoglutarat bilden.

Häufig verbinden sich ein mutiertes und ein nicht mutiertes IDH zu einem Dimer mit veränderten biochemischen Eigenschaften. Es wird (R)-2-Hydroxyglutarat (2HG), ein Onkometabolit gebildet. Erhöhte 2HG-Konzentrationen führen zu vermehrter Ansammlung reaktiver Sauerstoffspezies. Ferner kommt es zu einer kompetitiven Hemmung von Glutamat- oder α-Ketoglutarat-abhängigen Enzymen. In der Folge entstehen epigenetische Veränderungen, welche die Differenzierung haematopoetischer Zellen bremst.
Der Nachweis einer IDH1-Mutation mit einem FDA-zertifierten Test ist Voraussetzung für die Behandlung mit Ivosidenib. Patienten ohne diese Mutation sollten wiederholt geprüft werden, ob sie im Krankheitsverlauf eine solche Mutation zeigen.

### Wirkung auf den Hydroxyglutarat-Spiegel
In-vitro-Studien mit Ivosidenib zeigten eine Verminderung des (R)-2-Hydroxyglutarat-Spiegels in den Zellen. Das Medikament bindet stärker an die mutierte IDH1 als an die Wildform. Auch in einer klinischen Studie konnte ein Absinken des (R)-2-Hydroxyglutarat-Spiegels nach mehreren Gaben von 500 mg Ivosidenib nachgewiesen werden.

## Nebenwirkungen
Bei der Behandlung mit Ivosidenib traten folgende Nebenwirkungen auf: Febrile Neutropenie, Anstieg der Leberwerte, Colitis, Hypertonie, makulo-papulärer Ausschlag. Unter der Behandlung kann es im EKG zu einer Verlängerung des QT-Intervalls kommen. In diesem Fall ist ein EKG-Monitoring und eine Überprüfung der Elektrolyte erforderlich. Die Dosis sollte reduziert werden oder die Behandlung wird pausiert.
Bei der Behandlung von rezidivierenden und therapieresistenten AML-Fällen kam es in 19 % zu einem Differenzierungs-Syndrom. Dabei beobachtet man eine rasche Proliferation und Ausreifung myeloider Zellen mit der Folge einer nicht infektbedingter Leukozytose, Ödemen, Fieber, Pleuraerguss bis hin zu einem Tumorlysesyndrom.

## Therapeutische und experimentelle Anwendung

### Akute myeloische Leukämie (AML)
Ivosidenib ist für die Behandlung von Erwachsenen mit rezidivierter oder therapierefraktärer AML in den USA zugelassen, wenn eine IDH1-Mutation mit einem FDA-zertifizierten Test nachgewiesen wurde. In einer Phase-I-Studie konnten andauernde Remissionen, molekulare Remissionen und in Einzelfällen komplette Remissionen erzielt werden.
In der randomisierten Studie AG120-C-009 mit Patienten, die eine unbehandelte AML oder eine AML auf dem Boden einer Myelodysplasie haben und eine IDH1-Mutation aufwiesen, wird eine Behandlung mit Ivosidenib und Azacitidin verglichen mit Placebo und Azacitidin durchgeführt. Ergebnisse sind noch nicht publiziert.
In einer multizentrischen Phase-III-Studie wurde Ivosidenib mit Placebo bei der Behandlung einer neu diagnostizierten Akuten Myeloische Leukämie (AML) mit IDH-1-Mutation bei 146 Patienten verglichen, die zugleich mit Azacitidin behandelt wurden und im Median 75 Jahre alt waren. Dabei war als primärer Endpunkt das „ereignisfreie“ Überleben nach im Median 12,4 Monaten signifikant länger als unter Placebo, mit einer Hazard ratio von HR = 0,33. Die geschätzte Wahrscheinlichkeit, nach 12 Monaten „ereignisfrei“ zu bleiben, lag bei 37 % gegen 12 % unter Placebo, die mediane Überlebenszeit betrug 24,0 Monate gegen 7,9 Monate unter Placebo. Mittelschwere bis schwere unerwünschte Wirkungen traten in beiden Therapiegruppen sehr häufig auf, vor allem febrile Neutropenie (28 % gegen 34 % unter Placebo), Neutropenie (41 % gegen 29 %) und Blutungsereignisse (41 % gegen 29 %) sowie Infektionen (28 % gegen 49 %).

### Gallengangskarzinom
Eine IDH1-Mutation wird in bis zu 25 % der Gallengangstumoren, insbesondere bei intrahepatischen Tumoren gefunden. Eine Phase-I-Studie mit Patienten, die ein IDH1-mutiertes Gallengangskarzinom hatte, wurde abgeschlossen. In einer klinischen Phase-III-Studie bei Patienten mit Gallengangskarzinom und IDH1-Mutationen zeigen vorläufige Ergebnisse eine Verlängerung des progressionsfreien Überlebens in der Behandlungsgruppe.

### Gliom
In einer Phase-I-Studie wurde die Wirksamkeit bei der Behandlung von diffusen Gliomen, die nach Primärbehandlung rezidivierten, oder nicht auf die Primärbehandlung ansprachen, und eine IDH1-Mutation aufwiesen, geprüft. In einer Untergruppe von Tumoren, die im MRT ein geringes Enhancement zeigten, wurde eine andauernde Tumorkontrolle und ein reduziertes Wachstum beobachtet. Für die klinische Anwendung sind randomisierte Studien erforderlich.

## Kontraindikationen
Da Ivosidenib über CYP3A4 verstoffwechselt wird, darf es nicht mit starken CYP3A4-Induktoren oder starken CYP3A4-Inhibitoren verwendet werden. Gegebenenfalls kann die Dosis von Ivosidenib modifiziert werden. Wenn bei einem Patienten neurologische Symptome auftreten, die auf Guillain-Barré-Syndrom hinweisen, so muss die Behandlung eingestellt werden. Aufgrund von Fruchtschäden in Tierversuchen mit Ivosidenib wird von der Anwendung bei schwangeren Frauen dringend abgeraten. Für die Anwendung bei Kindern liegen keine Publikationen vor.

## Anwendung
Ivosidenib ist als Tabletten mit je 250 mg verfügbar.
Die höchste Plasmakonzentration wird drei Stunden nach Aufnahme erreicht. Die Plasmahalbwertszeit beträgt 93 Stunden. Ivosidenib wird über CYP3A4 verstoffwechselt. 77 % werden über den Stuhlgang, 17 % über den Urin ausgeschieden.
Die Behandlung sollte fortgesetzt werden, bis ein Progress der Tumorerkrankung oder nicht tolerable Nebenwirkungen auftreten. Die Wirksamkeit sollte nach sechs Monaten geprüft werden (Re-Staging).